# Weeb Ewbank
Wilbur Charles „Weeb“ Ewbank (* 6. Mai 1907 in Richmond, Indiana; † 17. November 1998 in Oxford, Ohio) war ein US-amerikanischer American-Football-Trainer in der National Football League (NFL).

## Laufbahn vor der NFL
Ewbank wurde als Kind von Stella Dickerson und Charles Ewbank in Richmond geboren und wuchs in seiner Geburtsstadt auf, wo er auch die High School besuchte. Nach seinem Schulabschluss studierte er an der Miami University in Oxford. Bei der dortigen College-Football-Mannschaft spielte er als Quarterback. Nach Ende seines Studiums war er Trainer bei verschiedenen Schulen. 1939 betätigte er sich an seiner Alma Mater als Basketballtrainer. 1943 leistete er seinen Wehrdienst in der United States Navy, wo er bei einer Marinemannschaft Assistenztrainer von Paul Brown wurde. In den Jahren 1947 und 1948 war Ewbank Head Coach an der Washington University.

## NFL-Laufbahn

### Cleveland Browns
1946 übernahm Paul Brown das Traineramt bei den Cleveland Browns. Er holte 1949 Ewbank als Assistenztrainer nach Cleveland. Die Browns waren zu diesem Zeitpunkt eines der besten Teams in der All-America Football Conference (AAFC). In der Saison 1949 wurden die Browns Meister. Im Endspiel konnten sie die San Francisco 49ers mit 21:7 schlagen. Im gleichen Jahr musste die AAFC aufgrund finanzieller Probleme den Spielbetrieb einstellen. Die Browns wurden in die NFL übernommen und hatten auch dort eine Vormachtstellung inne. Im Jahr 1950 gewannen sie erneut den Titel, diesmal in der NFL. Im NFL Championship Game setzten sie sich gegen die favorisierten Los Angeles Rams mit 30:28 durch. Bis zum Jahr 1953 folgten drei weitere Qualifikationen für die Play-offs.

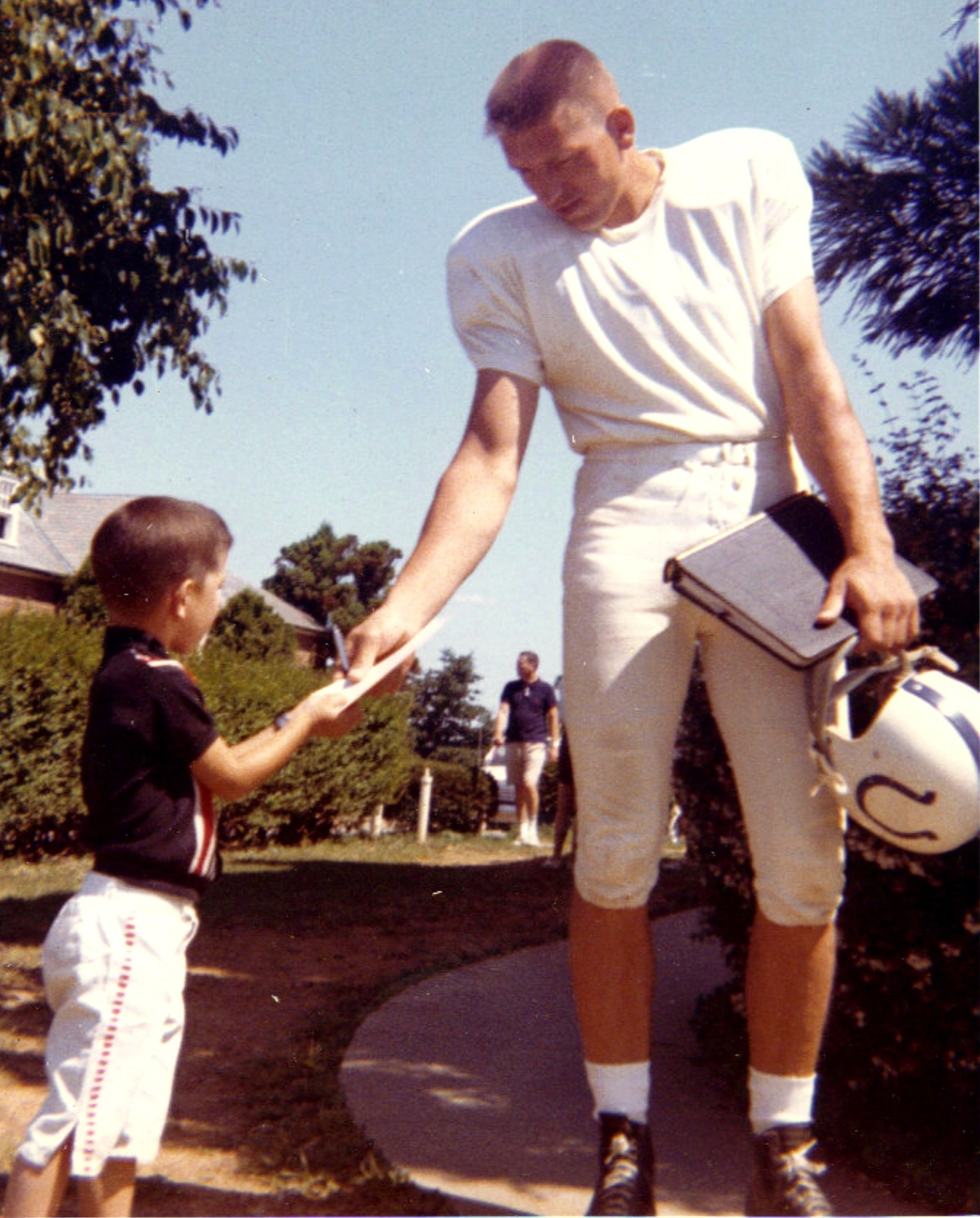
Johnny Unitas

### Baltimore Colts
1954 waren die Baltimore Colts auf der Suche nach einem Trainer und fragten bei Paul Brown nach, ob er seinen Assistenztrainer Blanton Collier für geeignet halten würde. Brown verwies auf Ewbank und dieser unterschrieb kurze Zeit danach einen Vertrag in Baltimore. Die Colts entwickelten sich unter seiner Führung zu einem Spitzenteam. Ewbank gelang es nicht nur die Mannschaft zu verbessern, er hatte auch ein Gespür für junge Talente und führte diese zu Spitzenleistungen. 1956 war ein junger Quarterback auf der Suche nach einem neuen Arbeitsplatz, nachdem er bei seinem bisherigen Arbeitgeber, den Pittsburgh Steelers, nicht zum Einsatz gekommen war. Ewbank suchte einen Backup für Quarterback George Shaw, führte ein Telefonat für 80 Cent und Johnny Unitas fand, nachdem er sich das Benzingeld für die Fahrt nach Baltimore für das Probetraining noch zusammen leihen musste, einen neuen Arbeitsplatz. Er entwickelte sich zu einem der besten Spielmacher in der Geschichte der NFL. Bereits in seinem ersten Jahr in Baltimore konnte Unitas nach dem vierten Spieltag vom verletzten Shaw die Rolle des Starting-Quarterbacks übernehmen.
Nachdem die Spielrunden 1954 bis 1956 für die Colts noch enttäuschend verlaufen waren – es wurden jeweils mehr Spiele verloren als gewonnen, konnte Ewbank das Jahr 1957 zum ersten Mal positiv gestalten. Die Colts gewannen zum ersten Mal seit vier Jahren mehr Spiele, als sie verloren. In der Saison 1958 zog Ewbank dann mit seinem Team nach einer Saison mit neun Siegen in das NFL Championship Game ein und sie konnten in dem Spiel die New York Giants mit 23:17 besiegen. Unitas warf in diesem Endspiel Pässe für einen Raumgewinn von 314 Yards und übertraf damit die Leistung seines Gegenübers Charlie Conerly deutlich. Trotzdem stand das Spiel zwischen den beiden Mannschaften bis zum Schluss unentschieden. Erst in der Overtime konnte Unitas den entscheidenden Pass, der ein Yard vor der Endzone der Giants gefangen wurde, erzielen. Das Spiel war das erste Footballspiel, welches in der Overtime entschieden wurde. The Sporting News bezeichnete einen Tag später das Spiel als das beste jemals gespielte Footballspiel. Aufgrund seines spannenden Spielverlaufs und der Tatsache, dass es von einer breiten Öffentlichkeit im landesweiten Fernsehen verfolgt werden konnte, gilt das für viele Footballanhänger noch heute.
In der Saison 1959 zogen die Colts erneut in das Endspiel ein. Nochmals waren die Giants der Gegner und wieder wurden sie von den Colts geschlagen. Auch bei diesem 31:16-Sieg der Colts zeigte Unitas eine gute Leistung. In den Jahren 1960 bis 1962 gelang es den Colts nicht mehr in das Endspiel einzuziehen, was der Besitzer der Mannschaft zum Anlass nahm Ewbank zu entlassen und durch Don Shula zu ersetzen.

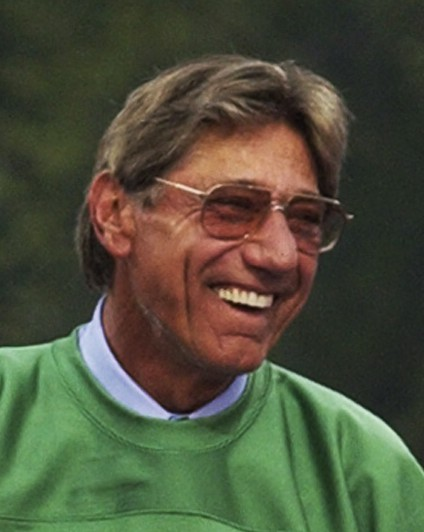
Joe Namath

### New York Jets
1963 verpflichteten die New York Jets Ewbank als ihren neuen Head Coach. Die Jets, die in der 1960 gegründeten American Football League (AFL) angesiedelt waren, gehörten nicht zu den erfolgreichen Teams der Liga. Das sollte sich auch unter Ewbank zunächst nicht ändern. Ewbank gelang es erst im Jahr 1967 zum ersten Mal mit seinem Team mehr Spiele zu gewinnen als zu verlieren. 1965 hatten die Jets mit Joe Namath einen charismatischen jungen Quarterback gedraftet, der bald mit seinen Leistungen, aber auch mit seinem exaltierten Verhalten außerhalb des Spielfeldes, für Furore sorgte. Namath standen mit Don Maynard ein guter Wide Receiver und mit Matt Snell ein guter Runningback, der auch Pässe fangen konnte, zur Verfügung. Der junge Wide Receiver George Sauer sollte sich gleichfalls zu einem Spitzenspieler entwickeln. 1967 konnte Ewbank acht von zwölf Spielen gewinnen. Im Jahr 1968 gelang ihm dann zum ersten Mal der Einzug in das AFL Meisterschaftsspiel, wo die Oakland Raiders mit 27:23 besiegt wurden. Zwar hatte der Quarterback der Raiders Daryle Lamonica einen guten Tag erwischt und erzielte mit Pässen einen Raumgewinn von 401 Yards, Namath warf jedoch drei Touchdownpässe und konnte so das Spiel entscheiden. Im AFL-NFL Championship Game, das später in Super Bowl III umbenannt wurde, waren dann ausgerechnet die hochfavorisierten Baltimore Colts der Gegner. Namath "garantierte" vor dem Spiel in der Öffentlichkeit einen Sieg seiner Mannschaft und hielt dann auch Wort. Die Jets, die von Ewbank hervorragend eingestellt waren, gewannen in einem von ihnen fast fehlerlos geführten Spiel mit 16:7. Alleine George Sauer fing acht Pässe von Namath für einen Raumgewinn von 133 Yards. Ewbank blieb bis 1973 Trainer der Jets. Erfolge mit seiner Mannschaft konnte er allerdings keine mehr feiern.

## Ehrungen
Ewbank ist seit 1978 Mitglied in der Pro Football Hall of Fame und wurde 1958 NFL Coach of the Year. Er befindet sich in der Indiana Football Hall of Fame, im AFL All-Time Team und in der Miami University Athletic Hall of Fame. Die New York Jets ehren ihn auf dem Ring of Honor.

## Abseits des Spielfelds
Ewbank war verheiratet und hatte drei Kinder. Er ist auf dem Oxford Cemetery in Oxford, Ohio, beerdigt.